# Ajalli
Ajalli (Ujari prononcé comme Ụjalị par les indigènes), est une ville de langue igbo dans le sud-est du Nigeria. C'est le siège de la zone de gouvernement local d'Orumba North de l'État d'Anambra.

## Description
Le village d'Ajalli, Ujari en langue indigène, est le siège de la Zone de Gouvernement local (LGA pour Local Government Area) de l'Orumba Nord. Le village dispose d'un hôpital général qui a été rénové en 2015.
Plus de 80 % de la population est alphabétisée et on compte environ 35000 habitants dans la LGA, principalement des Igbos.
L'administration colonial britannique avait établi la Cour Administrative Native à Ajali en 1907.
Il existe une grotte à Ajalli, un peu plus petite que d'autres de l'État d'Anambra, située sur une falaise de grès au bord d'une vallée fluviale.

## Personnalités
- Humphrey Nwosu (en) (né en 1941) - Professeur né à Ajali, président de la Commission électorale du Nigeria (NECON)[5].

## Chefs traditionnels
La dynastie Ogbuti-Oti (Oji-Oti) est réputée avoir fondé le village et sa zone d'influence. Le village a été gouverné par différentes dynastie de chefs: les Oji-Oti, Oti-Oji, Nwafor-Oti, Aniche-Oti, Nwosu Nwafor et Obinani Nwosu.
Le village a une histoire commune avec celui d'Ujari en Arochukwu. Oji-Oti Eni Mgboro qui a fondé cette communauté vers 1750, avait migré depuis Arochukwu de l'État d'Abia avec plusieurs compatriotes. La communauté Ajalli fait partie des communautés du pays Igbo qui avaient l'institution d'Eze, comme chefs traditionnels, qui a précédé la domination coloniale vers 1750.
En 2021, après une longue période de 15 années sans chef traditionnel, Emesinwa Nwosu VII a été installé Eze (chef) de la population d'Ajalli. Il est le fils aîné du chef précédent, l'Eze Obinali Nwosu. Le nouveau chef Eze Nwosu VII effectué ses études supérieures à l'école Izzi High School (à Ebonyi) puis a étudié la communication de masse à l'Université du Cap-Occidentalen Afrique du sud où il a vécu 30 ans. Le délai de 15 années a été rendu nécessaire par le recours à une Cour spéciale à la suite de la volonté du second fils de contester la succession due à l'absence du Nigeria du fils aîné. La cérémonie du couronnement s'est déroulée en présence des chefs des 4 villages de la LGA, Amagu, Omuabiama, Umueve et Obinikpa.